# Festival Internacional de Cine de Chicago
 El Festival Internacional de Cine de Chicago es un festival anual de cine que se celebra cada otoño. Fundada en 1964 por Michael Kutza , es el festival de cine competitivo de más larga duración en Norteamérica. Su logotipo es un claro detalle en blanco y negro de los ojos compuestos de las primeras actrices de cine Theda Bara, Pola Negri y Mae Murray, ambientadas como cuadros repetidos en una tira de película.
En 2010, el 46.º Festival Internacional de Cine de Chicago presentó 150 películas de más de 50 países. El programa del Festival se compone de muchas secciones diferentes, que incluyen el Concurso Internacional, el Concurso de Nuevos Directores, Docufest, Black Perspectives, Cinema of the Americas y Reel Women. 

## Programa de Conexiones Internacionales
El Programa de Conexiones Internacionales se creó en 2003 para crear conciencia sobre la cultura cinematográfica internacional y la diversidad de Chicago , y para hacer que el festival sea más atractivo para la audiencia y el personal de diversas etnias. Las películas extranjeras se proyectan de forma gratuita en toda la ciudad semanalmente desde julio hasta septiembre. 

## Gran Premio: Gold Hugo
| Año  | Película                                                                            | Director(es)                     | País                                 | Ref.   |
| ---- | ----------------------------------------------------------------------------------- | -------------------------------- | ------------------------------------ | ------ |
| 1965 | The Lollipop Cover                                                                  | Everett Chambers                 | Estados Unidos                       | [ 2 ]  |
| 1966 | Bushido (Bushidō zankoku monogatari)                                                | Tadashi Imai                     | Japón                                | [ 3 ]  |
| 1967 | Here's Your Life (Här har du ditt liv)                                              | Jan Troell                       | Suecia                               | [ 4 ]  |
| 1968 | Innocence Unprotected (Nevinost bez zastite)                                        | Dušan Makavejev                  | Yugoslavia                           | [ 5 ]  |
| 1969 | Eeny Meeny Miny Moe (Ole dole doff)                                                 | Jan Troell                       | Suecia                               | [ 6 ]  |
| 1970 | The Green Wall (La muralla verde)                                                   | Armando Robles Godoy             | Perú                                 | [ 5 ]  |
| 1971 | Mon oncle Antoine                                                                   | Claude Jutra                     | Canadá                               | [ 5 ]  |
| 1972 | Bleak Moments                                                                       | Mike Leigh                       | Reino Unido                          | [ 5 ]  |
| 1973 | Morgiana                                                                            | Juraj Herz                       | Checoslovaquia                       | [ 7 ]  |
| 1974 | Pirosmani                                                                           | Georgy Shengalaya                | Unión Soviética                      | [ 5 ]  |
| 1975 | Land of Promise (Ziemia obiecana)                                                   | Andrzej Wajda                    | Polonia                              | [ 5 ]  |
| 1976 | Kings of the Road (Im Lauf der Zeit)                                                | Wim Wenders                      | Alemania Occidental                  | [ 5 ]  |
| 1977 | The Huntsmen (Oi kynigoi)                                                           | Theo Angelopoulos                | Grecia                               | [ 8 ]  |
| 1978 | To an Unknown God (A un dios desconocido)                                           | Jaime Chávarri                   | España                               | [ 9 ]  |
| 1979 | Angi Vera                                                                           | Pál Gábor                        | Hungría                              | [ 5 ]  |
| 1980 | Camera Buff (Amator)                                                                | Krzysztof Kieślowski             | Polonia                              | [ 5 ]  |
| 1981 | Las hermanas alemanas (Die bleierne Zeit)                                           | Margarethe von Trotta            | Alemania Occidental                  | [ 5 ]  |
| 1982 | Come Back to the Five & Dime, Jimmy Dean, Jimmy Dean                                | Robert Altman                    | Estados Unidos                       | [ 5 ]  |
| 1983 | The South (El Sur)                                                                  | Víctor Erice                     | España Francia                       | [ 5 ]  |
| 1984 | Khandhar (The Ruins)                                                                | Mrinal Sen                       | India                                | [ 5 ]  |
| 1985 | The Official Story (La historia oficial)                                            | Luis Puenzo                      | Argentina                            | [ 10 ] |
| 1986 | Welcome in Vienna (Wohin und zurück)                                                | Axel Corti                       | Austria Alemania Occidental Suiza    | [ 11 ] |
| 1987 | Whooping Cough (Szamárköhögés)                                                      | hu                               | Hungría                              | [ 5 ]  |
| 1988 | Little Vera (Malenkaya Vera)                                                        | Vasili Pichul                    | Unión Soviética                      | [ 12 ] |
| 1989 | Zerograd (Gorod Zero)                                                               | Karen Chakhnazarov               | Unión Soviética                      | [ 5 ]  |
| 1990 | Ju Dou                                                                              | Zhang Yimou                      | China Japón                          | [ 5 ]  |
| 1991 | Delicatessen                                                                        | Jean-Pierre Jeunet and Marc Caro | Francia                              | [ 5 ]  |
| 1992 | Dream of Light (El sol del membrillo)                                               | Víctor Erice                     | España                               | [ 13 ] |
| 1993 | Twinkle (Kira kira hikaru)                                                          | Joji Matsuoka                    | Japón                                | [ 14 ] |
| 1994 | 71 Fragments of a Chronology of Chance (71 Fragmente einer Chronologie des Zufalls) | Michael Haneke                   | Austria Alemania                     | [ 15 ] |
| 1995 | Maborosi (Maboroshi no Hikari)                                                      | Hirokazu Koreeda                 | Japón                                | [ 16 ] |
| 1996 | Ridicule                                                                            | Patrice Leconte                  | Francia                              | [ 17 ] |
| 1997 | The Winter Guest                                                                    | Alan Rickman                     | Reino Unido                          | [ 18 ] |
| 1998 | The Hole (Dong)                                                                     | Tsai Ming-liang                  | Taiwán                               | [ 19 ] |
| 1999 | Sachs' Disease (La maladie de Sachs)                                                | Michel Deville                   | Francia                              | [ 20 ] |
| 2000 | Amores perros                                                                       | Alejandro González Iñárritu      | México                               | [ 21 ] |
| 2001 | Fat Girl (À ma soeur!)                                                              | Catherine Breillat               | Francia                              | [ 22 ] |
| 2002 | Madame Satã                                                                         | Karim Aïnouz                     | Brasil                               | [ 23 ] |
| 2003 | Crimson Gold (Talaye Sorkh)                                                         | Jafar Panahi                     | Irán                                 | [ 24 ] |
| 2004 | Kontroll                                                                            | Nimród Antal                     | Hungría                              | [ 25 ] |
| 2005 | My Nikifor (Mój Nikifor)                                                            | Krzysztof Krauze                 | Polonia                              | [ 26 ] |
| 2006 | Fireworks Wednesday (Chaharshanbe Suri)                                             | Asghar Farhadi                   | Irán                                 | [ 27 ] |
| 2007 | Silent Light (Stellet Lijcht)                                                       | Carlos Reygadas                  | México                               | [ 28 ] |
| 2008 | Hunger                                                                              | Steve McQueen                    | Irlanda                              | [ 29 ] |
| 2009 | Mississippi Damned                                                                  | Tina Mabry                       | Estados Unidos                       | [ 30 ] |
| 2010 | How I Ended This Summer (Kak ya provyol etim letom)                                 | Alexei Popogrebski               | Rusia                                | [ 31 ] |
| 2011 | Le Havre                                                                            | Aki Kaurismäki                   | Finlandia                            | [ 32 ] |
| 2012 | Holy Motors                                                                         | Leos Carax                       | Francia                              |        |
| 2013 | My Sweet Pepper Land                                                                | Huner Saleem                     | Irak                                 |        |
| 2014 | The President                                                                       | Mohsen Makhmalbaf                | Georgia Francia Reino Unido Alemania | [ 33 ] |
| 2015 | A Childhood                                                                         | Philippe Claudel                 | Francia                              | [ 34 ] |
| 2016 | Sieranevada                                                                         | Cristi Puiu                      | Rumania                              | [ 35 ] |
| 2017 | A Sort of Family                                                                    | Diego Lerman                     | Argentina                            | [ 36 ] |

## Silver Hugo

### Mejor actor
- 2017 - Aleksandr Yatsenko (Rusia) para arritmia [36]
- 2016 - Adrian Titieni (Rumania) para la graduación [35]
- 2015 - Alexi Mathieu y Jules Gauzelin (Francia) para A Childhood[34]
- 2014 - Anton Yelchin (EE. UU.) Por Rudderless [33]
- 2013 - Robert Wieckiewicz (Polonia) para Walesa: Man of Hope
- 2012 - Denis Lavant (Francia) para Holy Motors
- 2011 - Maged El Kedwany (Egipto) por 678
- 2010 - Youssouf Djaoro (Chad) para A Screaming Man
- 2009 - Filippo Timi (Italia) para Vincere
- 2008 - Michael Fassbender (Irlanda) para el Hunger
- 2007 - Sam Riley (Reino Unido) para Control
- 2006 - Jürgen Vogel (Alemania) por The Free Will
- 1989 - Jörg Gudzuhn (GDR) para Fallada, letztes Kapitel
- 1987 - Avtandil Makharadze (Georgia) para Monanieba
- 1972 - José Luis López Vázquez (España) por Mi querida señorita
- 1971 - José Luis López Vázquez (España) por El bosque del lobo[37]

### Mejor actriz
- 2017 - Jowita Budnik y Eliane Umuhire para pájaros están cantando en Kigali [36]
- 2016 - Rebecca Hall (Reino Unido) para Christine [35]
- 2015 - Lizzie Brocheré (Francia) para contacto completo [34]
- 2014 - Geraldine Chaplin (Estados Unidos) por dólares de arena [33]
- 2013 - Nadeshda Brennicke (Alemania) para Banklady
- 2012 - Ulla Skoog (Suecia) por La última frase
- 2011 - Olivia Colman (Reino Unido) para Tyrannosaur
- 2010 - Liana Liberato (USA) para Trust
- 2009 - Giovanna Mezzogiorno (Italia) por Vincere
- 2008 - Preity Zinta (India) para el cielo en la tierra
- 2007 - Yu Nan (China) para el matrimonio de Tuya
- 2006 - Viktoriya Isakova , Darya Moroz , Anna Ukolova (Rusia) para The Spot
- 2005 - Inka Friedrich , Nadja Uhl (Alemania) para el verano en Berlín
- 2003 - Ludivine Sagnier (Francia) para Little Lili

## Premios a los logros de toda una vida
Los ganadores del Premio a los Logros de toda una Vida del festival son: 
- Steven Spielberg
- Helen Hunt

- Dustin Hoffman
- Martin Landau
- Shirley MacLaine
- Lord Richard Attenborough
- François Truffaut
- Jodie Foster
- Sigourney Weaver
- Robin Williams
- Manoel de Oliveira
- Clint Eastwood

## Premios a los logros profesionales
- Bruce Dern (2013)[38]
- Terrence Howard (2005)
- Susan Sarandon (2005)
- Shirley MacLaine (2005)
- Robert Zemeckis (2004)
- Irma P. Hall , Robert Townsend y Harry J. Lennix (2004)
- Annette Bening (2004)
- Robin Williams (2004)
- Nicolas Cage (2003)